# Тимофєєв Олег Віталійович
Олег Віталійович Тимофєєв (англ. Oleg Vitalyevich Timofeyev; рос. Оле́г Вита́льевич Тимофе́ев; нар. 12 січня 1963, Москва) — американський музикознавець, виконавець та дослідник, фахівець з лютні та російської семиструнної гітари. Найбільш відомий своєю піонерською діяльністю з відкриття, популяризації, інтерпретації та автентичного виконання репертуару для російської семиструнної гітари XIX–XX століть.

## Біографія
Народився в музичній родині. Його мати, Наталія Тимофєєва, — віолончелістка єврейського походження. Батько був ромом.

### Освіта
Навчання на класичній гітарі розпочав на початку 1980-х під керівництвом швейцарсько-російського гітариста Камілла Фраучі, про якого згодом зняв документальний фільм Frautschi. Він здобув ступінь магістра з виконання старовинної музики в Університеті Південної Каліфорнії (1993) та ступінь доктора філософії з виконавської практики у Дюкському університеті (1999). З 1983 року він виступає зі старовинною музикою на автентичних щипкових інструментах (лютня, гітара). У 1989 році його музичні інтереси привели його до США, де він навчався у Патріка О’Браєна, Джеймса Тайлера та Гопкінсона Сміта.

### Професійна діяльність

#### Відродження семиструнної гітари
Після здобуття докторського ступеня працює над відродженням автентичного виконання російської музики на семиструнній гітарі. Співпрацював із багатьма виконавцями, зокрема з ромським гітаристом Сашею Колпаковим, тріо «Колпаков», а також американським гітаристом Джоном Шнайдерманом. Завдяки дослідженням Тимофєєва було віднайдено та записано музику Матвія Павлова-Азанчеева (1888–1963), одного з небагатьох композиторів для семиструнної гітари першої половини XX століття.
Тимофєєв виступав і викладав у США та Європі. Лауреат численних наукових стипендій, зокрема IREX та Fulbright. Читав лекції та викладав у Державній академії імені Маймоніда (Москва), Дюкському університеті, Канзаському університеті, Північно-Західному університеті (США), Принстонському університеті, Університеті Айови, коледжі Ґріннелл, а також у Смітсонівському інституті.

#### Sarmatica Ensemble
У 2010 році Олег Тимофєєв разом із Данилом Перцовим започаткували музичний проєкт «Sarmatica». До складу увійшли учасники ансамблів «NOVA радість» та «Хорея Козацька». Основою програми стала реконструкція Львівської лютневої табулатури XVI–XVII століть, розшифрованої Леві Шептовицьким. Колектив поєднував елементи європейської ренесансової музики з орієнтальними інструментами та техніками, репрезентуючи сарматську естетику української шляхетської культури.

### Наукові публікації
- Timofeyev, Oleg (1996). Francesco and Matelart in a Moscow Music Shop. Lute Society Quarterly. 30 (4): 16—23.
- Timofeyev, Oleg (1998a). Marco Bazzotti. La Chitarra Eptacorde Nella Cultura Russa dell'Ottocento. Il Fronimo. 103: 27—40.

### Фільмографія та дискографія
- Timofeyev, Oleg (1997). The Wandering Lutenist (CD). Centaur Records. CRC-2409.
- Timofeyev, Oleg (1999). The Golden Age of the Russian Guitar (CD). Dorian Recordings. DOR-93170.
- Timofeyev, Oleg (2000). The Golden Age of Russian Guitar, Vol. 2 (CD). Dorian Recordings. DOR-93203.
- Timofeyev, Oleg (Russian Seven-String Guitar, Artistic Director); Anne Harley (Soprano, Co-Director); Irina Rees (Harpsichord); Etienne Abelin (Baroque Violin) (2002). Music of Russian Princesses From the Court of Catherine the Great (CD). Dorian Recordings. DOR-93244.
- Timofeyev, Oleg (2004). Guitar in the GULag: Guitar Music by Matvei Pavlov-Azancheev, 1888–1963 (CD). Hänssler Records. 098458000.
- Timofeyev, Oleg, Kolpakov Trio & Talisman (2005). A Tribute to Stesha: Early Music of Russian Gypsies (CD). Naxos World Music. 76065-2.
- Timofeyev, Oleg & John Schneiderman (2006). Music Of Mikhail Glinka / The Czar's Guitars (CD). Profil – Edition Günter Hänssler. PH-07008.
- Timofeyev, Oleg (guitar), Natalia Timofeyeva (cello), Robert Paredes (clarinet), Matthew Burrier (accordion) & Daniel Moore (percussion) (2007). Rhapsody Judaica (CD). Marquis Music. MAR-349.
- Timofeyev, Oleg (2007). Shavlego: Guitar Music by Georgian Composers (CD). Profil – Edition Günter Hänssler. PH-07072.
- Ensemble Sarmatica (2010). Sarmatica: Music from the Lviv Lute Tabulature (CD).